# Pomiechówek
Pomiechówek è un comune rurale polacco del distretto di Nowy Dwór Mazowiecki, nel voivodato della Masovia.
Ricopre una superficie di 102,31 km² e nel 2004 contava 8 816 abitanti.

## Storia

### Simboli
Lo stemma del comune di Pomiechówek è stato adottato dal Consiglio Comunale il 26 novembre 2013.
Vi è raffigurata la testa di sant'Anna, patrona della chiesa parrocchiale di Pomiechów ed associata a questa zona dal XV secolo, insieme all'immagine del ponte sul fiume che era presente anche nello stemma precedente in uso dagli anni Ottanta del XX secolo.

## Gemellaggi
- Antrodoco